# Andon Zako Çajupi
Andon Çako, cunoscut sub pseudonimul Andon Zako Çajupi, (n. 27 martie 1866, Sheper⁠(d), Regiunea Gjirokastër, Albania – d. 11 iulie 1930, Cairo, Egipt) a fost un poet și dramaturg albanez.

## Opera
- 1902: Tatăl Tomorri ("Baba-Tomorri");
- Cântece și plângeri ("Këngë e vome")
- 1937: Omul pământului ("Burri i dheut");
- 1937: După moarte ("Pas vdekjes").